# Finola O'Donnell
Finola O'Donnell est une noble irlandaise du XVe siècle, cofondatrice du monastère franciscain de Donegal.

## Biographie

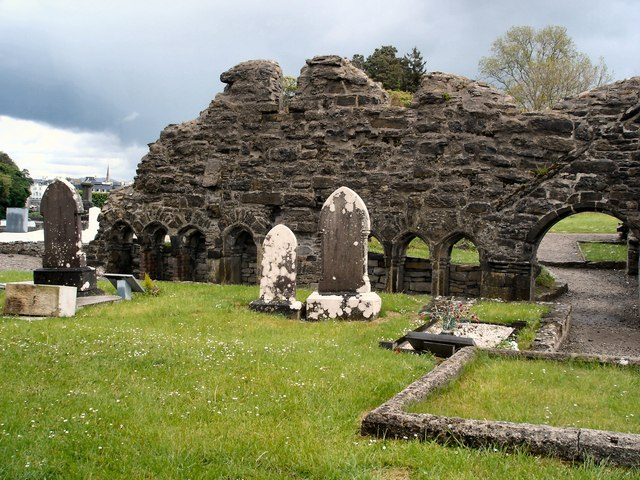
Ruines du monastère de Donegal

Née au sein de la famille O'Brien, Finola épouse Hugh Roe O’Donnell, fils de Niall Garve O’Donnell.
En 1474, elle et son mari établissent le monastère franciscain de Donegal . Le monastère est dédié à François d'Assise et se veut un lieu « pour la propérité de leurs propres âmes » de même qu'un « lieu de sépulture pour eux-mêmes et leurs descendants.
Fionla O’Donnel meurt en 1528.
La plupart de ses informations sont connues grâce aux Annales des quatre maîtres, écrites dans ce même monastère entre 1632 et 1636.

## Postérité
Finola O'Donnell est l'une des 999 femmes mentionnées sur le socle de l'installation de Judy Chicago The Dinner Party, au niveau de la table d'Hildegarde de Bingen, dans l'aile II.